# The Lilac Time
The Lilac Time är Pelle Carlbergs tredje studioalbum som soloartist, utgivet 2008 av Labrador.

## Låtlista[1]
Alla låtar är skrivna av Pelle Carlberg.
1. "1983 (Pelle & Sebastian)" - 3:53
2. "Nicknames (feat. Karolina Komstedt of Club 8)" - 3:44
3. "Whisper" - 2:50
4. "Animal Lovers" - 3:26
5. "Metal to Metal" - 3:24
6. "Because I'm Worth It" - 3:04
7. "Stockholm vs Paris" - 1:13
8. "Fly Me to the Moon" - 3:32
9. "51, 3" - 4:29
10. "Tired of Being PC" - 5:11